# Proletarski (posiólok, Imeni M. Gorkogo, Kavkázskaya, Krasnodar)
Proletarski (del ruso: Пролетарский) es un posiólok del raión de Kavkázskaya del krai de Krasnodar, en el sur de Rusia. Está situado en las llanuras de Kubán-Priazov, 10 km al nordeste de Kropotkin y 137 km al nordeste de Krasnodar, la capital del krai. Tenía 719 habitantes en 2010.
Pertenece al municipio Imeni M. Gorkogo.